# Gyroptera pelochroa
Gyroptera pelochroa är en fjärilsart som beskrevs av Antonius Johannes Theodorus Janse 1964. Gyroptera pelochroa ingår i släktet Gyroptera och familjen snigelspinnare. Inga underarter finns listade i Catalogue of Life.